# Temminck-Stummelaffe
Der Temminck-Stummelaffe (Piliocolobus temminckii) ist eine Primatenart aus der Gattung der Roten Stummelaffen, die in Gambia, im Süden des Senegal, in Guinea-Bissau und in den direkt angrenzenden Gebieten von Guinea vorkommt.

## Merkmale
Der Temminck-Stummelaffe ist nur wenig kleiner als der sehr nah verwandte Westafrikanische Stummelaffe (Piliocolobus badius). Auf dem Rücken und den Außenseiten von Oberarmen und Oberschenkeln ist er mittelgrau gefärbt. Die restlichen Außenseiten der Gliedmaßen, die Kopfseiten, Hand- und Füßrücken sind orange-rot gefärbt. Brust, Bauch und die Innenseiten der Gliedmaßen sind weißlich. Das Gesicht ist dunkel, ein rosiger Ring liegt um die Augen. Die Weibchen zeigen ihre Paarungsbereitschaft während ihrer fruchtbaren Tage durch eine rosige Regelschwellung.

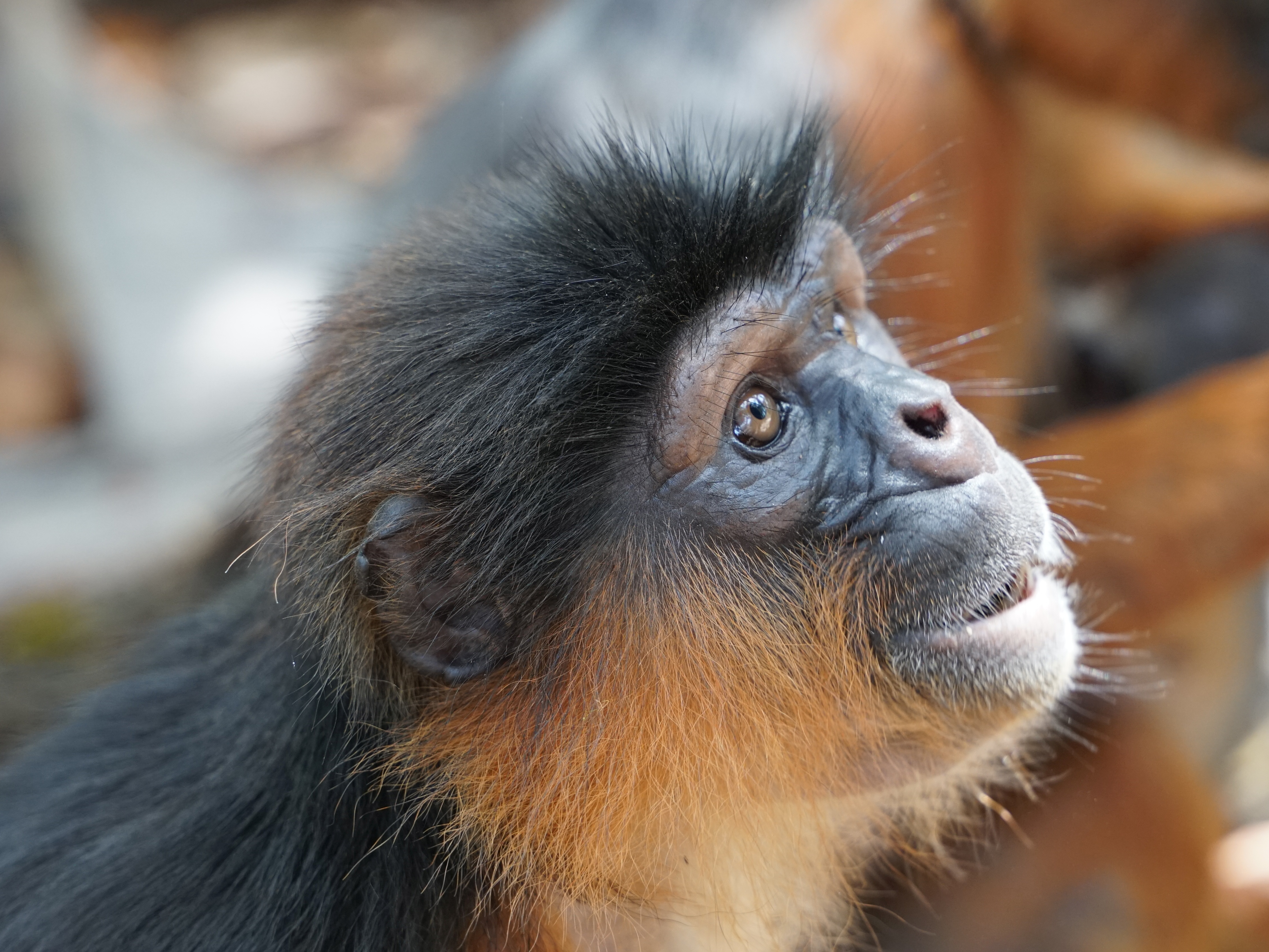
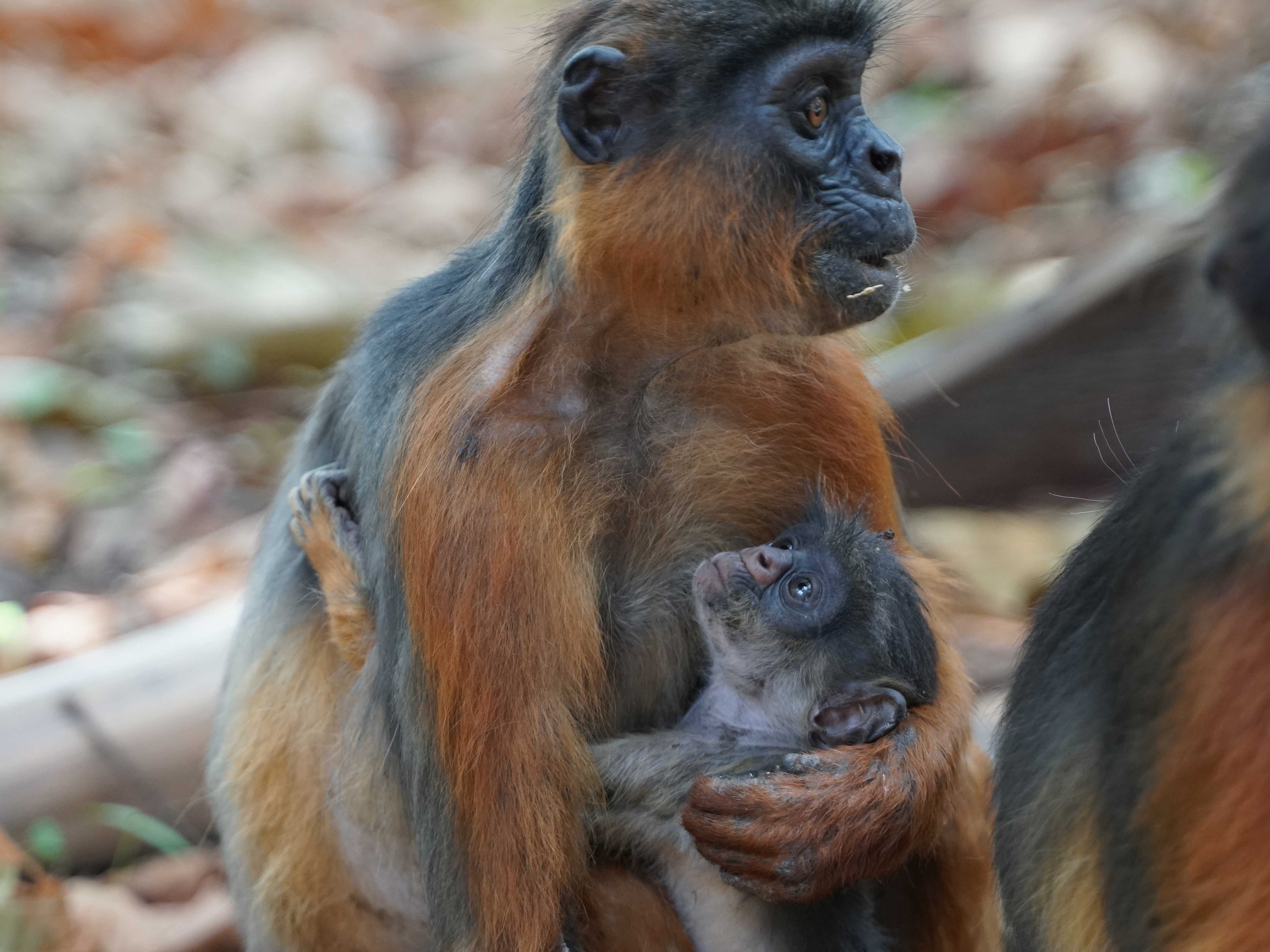
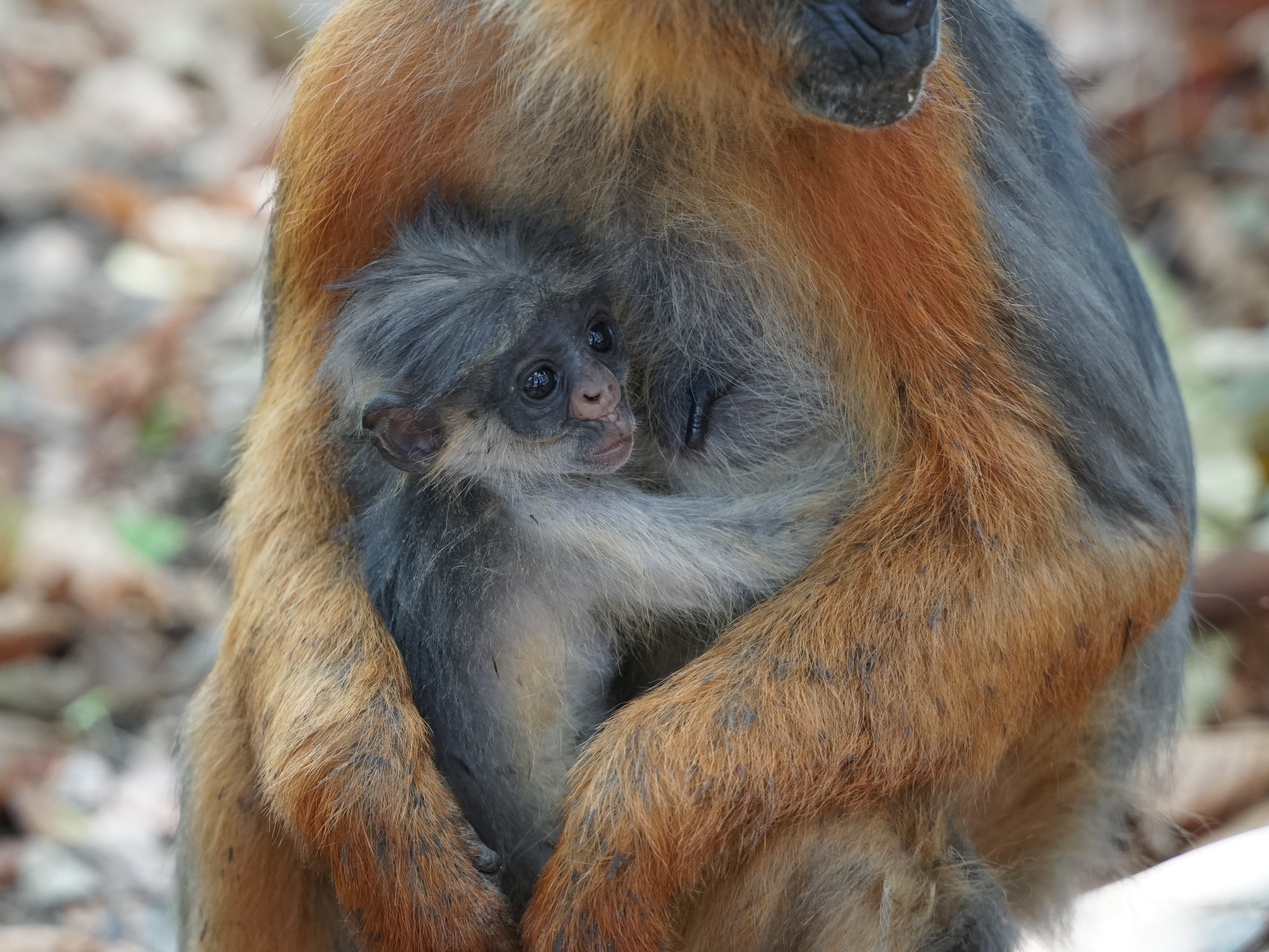
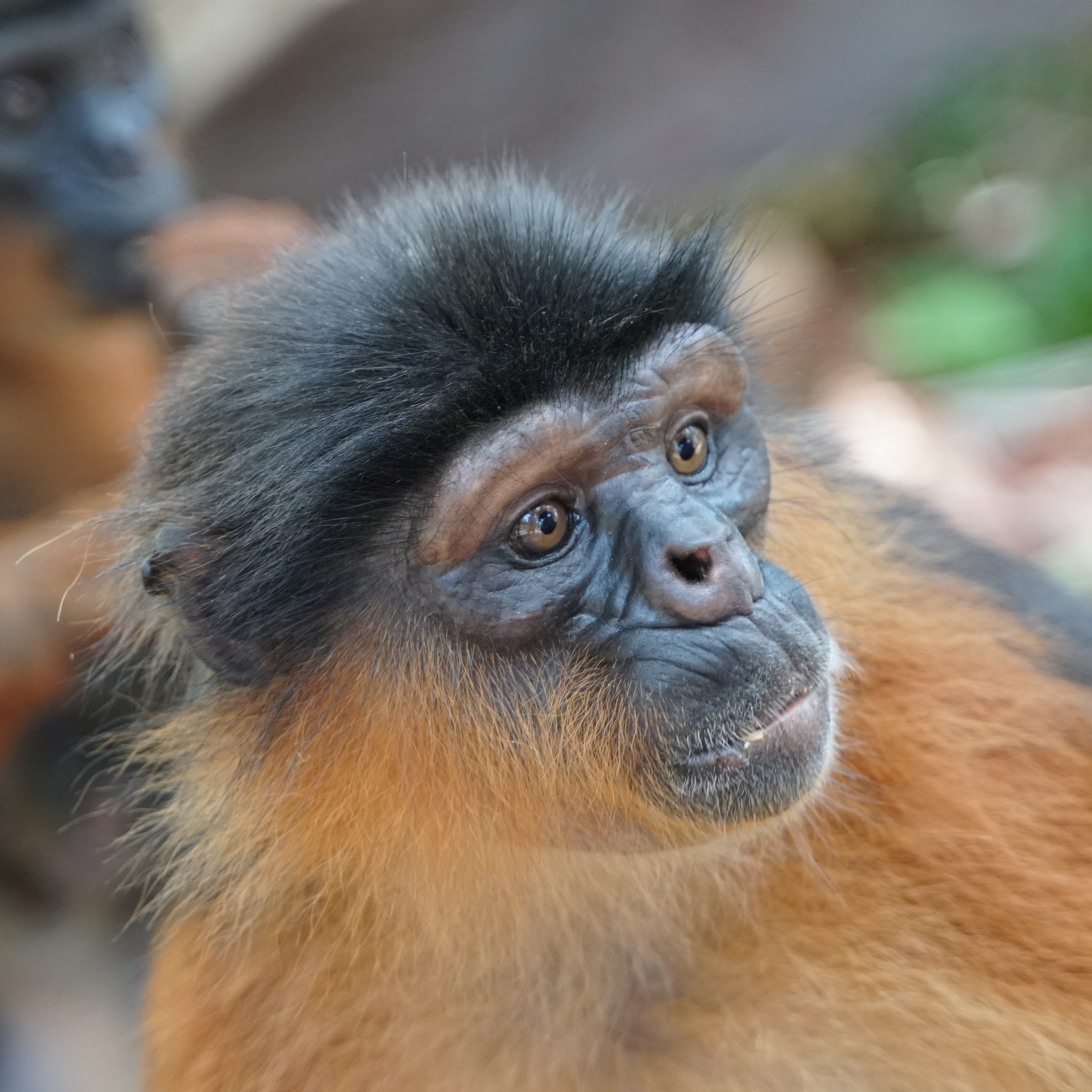
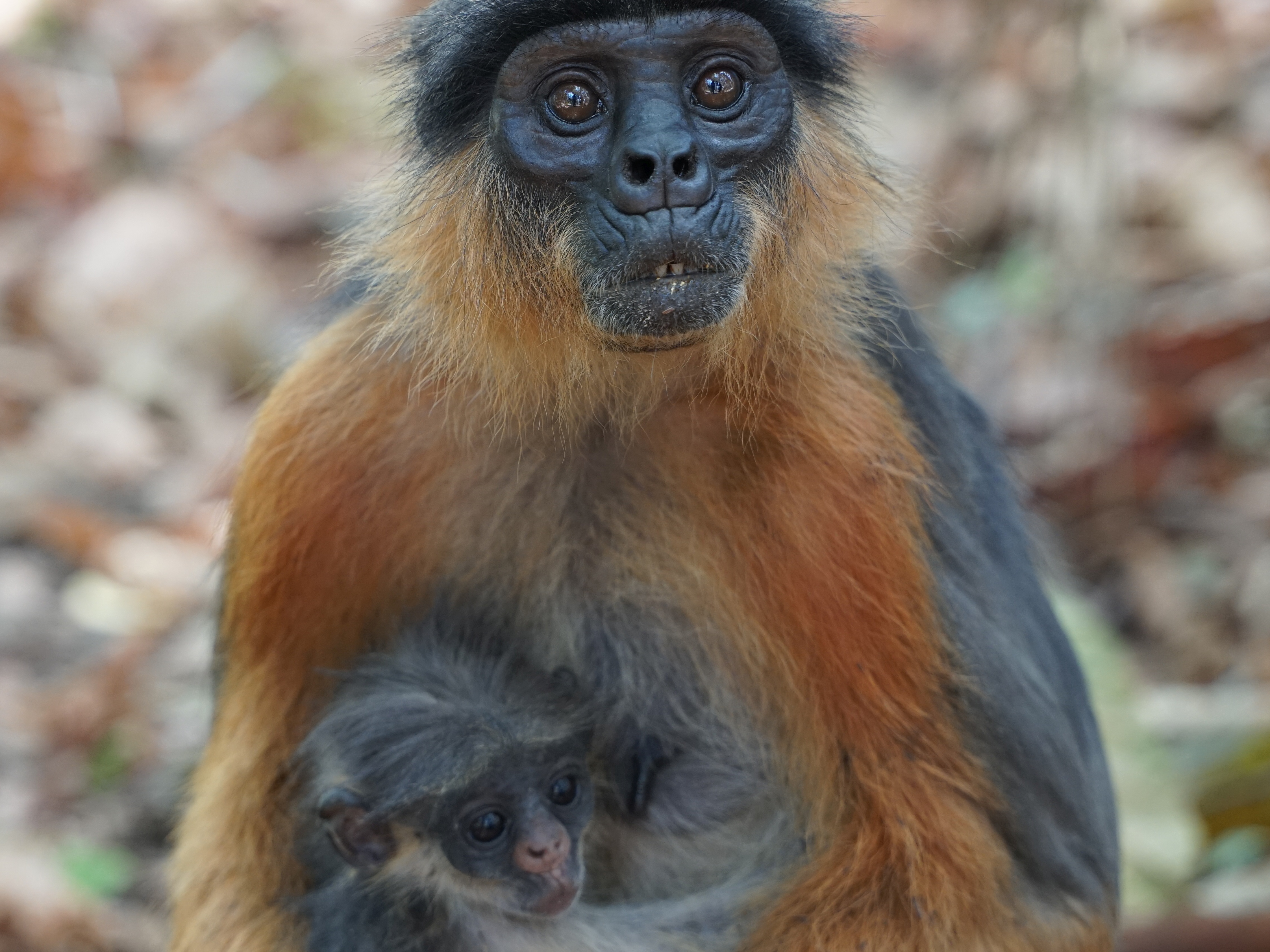
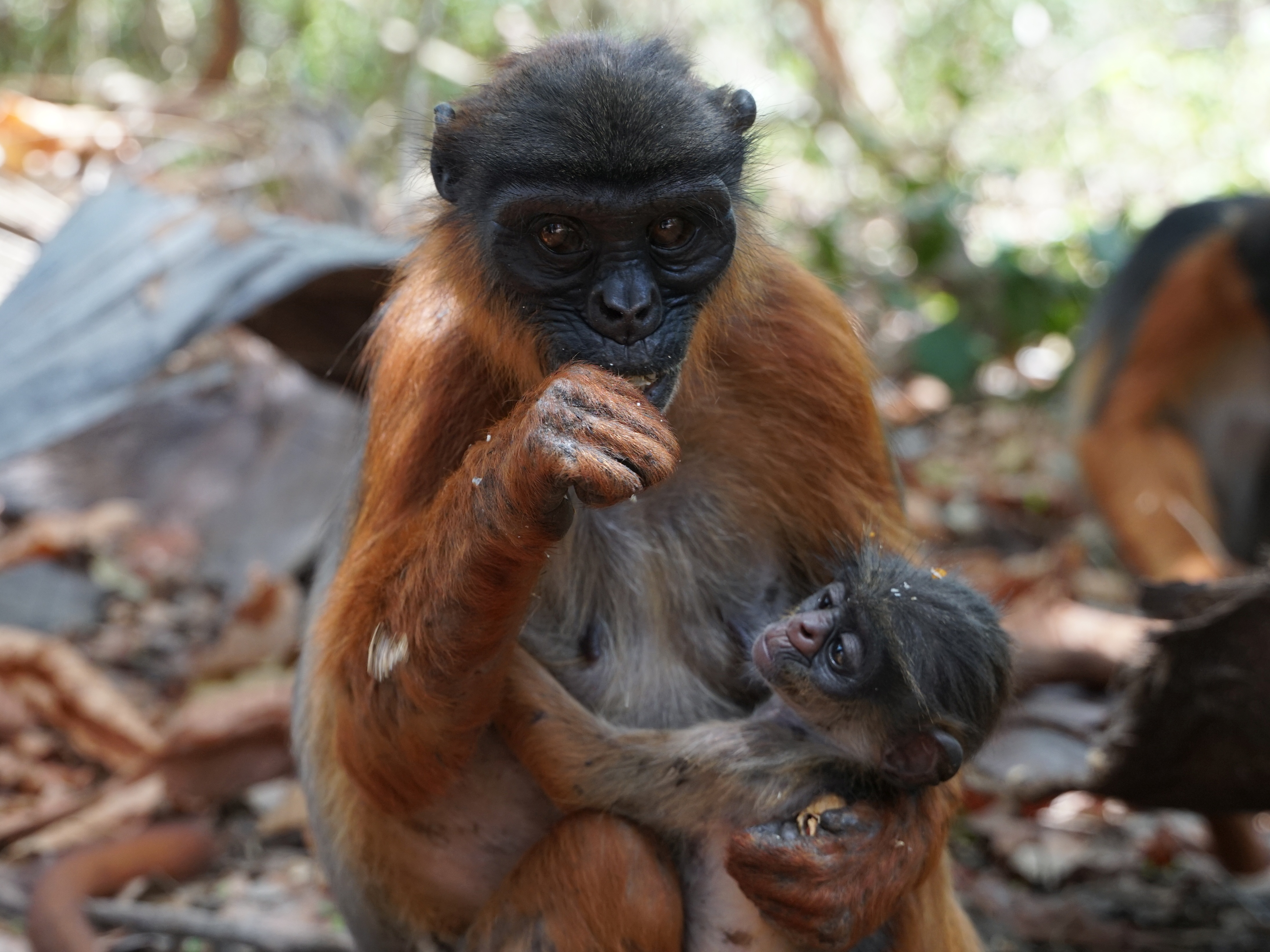

## Lebensweise
Temminck-Stummelaffen leben in Waldinseln in der Savanne, Mangrovensümpfen, baumbestandenem kultiviertem Land, Trocken- und Galeriewäldern, in der Regel immer in der Nähe von offenen Gewässern und oft in der Gesellschaft der Westlichen Grünmeerkatze (Chlorocebus sabaeus). Sie leben in Gruppen von normalerweise 12 bis 28 Exemplaren. In Ausnahmefällen können die Gruppen aber auch bis zu 60 Tiere umfassen. In den meisten Fällen halten sie sich auf den Bäumen in Höhen von mehr als zehn Metern auf. Sie ernähren sich bevorzugt von Blättern, Sprossen, Früchten, Blüten, Knospen und Samen. Mit der fortschreitenden Abholzung gehen sie aber dazu über, ihre Nahrung auch auf dem Erdboden zu suchen und fressen Gräser, Grassamen und Kräuter. Die Weibchen bekommen nach einer Trächtigkeit von etwa 175 Tagen ein einzelnes Jungtier, das schon eine ähnliche, aber hellere Fellfarbe als die Erwachsenen aufweist. Zu den bekannten Fressfeinden zählen freilaufende Hunde, die Tüpfelhyäne (Crocuta crocuta) und der Nördliche Felsenpython (Python sebae).

## Systematik
Der Temminck-Stummelaffe wurde 1820 durch den deutschen Zoologen Heinrich Kuhl als Colobus temminckii beschrieben. Später wurde er dem Westafrikanischen Stummelaffen (Piliocolobus badius) als Unterart zugeordnet. Im Jahr 2013 wurde die Form im Primatenband des Handbook of the Mammals of the World in den Artrang erhoben. Vom Westafrikanischen Stummelaffen, der eine ähnliche Färbung – aber ohne helle Unterseite – besitzt, trennte sich die Linie des Temminck-Stummelaffen wahrscheinlich vor etwa 300.000 Jahren. Heute sind beide Affenarten durch eine Verbreitungslücke in Guinea voneinander getrennt.

## Gefährdung
Die IUCN listet den Temminck-Stummelaffen in ihrer Roten Liste gefährdeter Arten als stark gefährdet (endangered). Zur Gewinnung von Bushmeat werden die Tiere stark bejagt. Im Senegal gibt es wahrscheinlich nur noch 400 bis 500 Tiere oder weniger im Saloumdelta und wahrscheinlich weniger als 100 im südöstlich gelegenen Nationalpark Niokolo-Koba. Im Nationalpark Basse-Casamance sind sie verschwunden. In Gambia leben sie noch in verschiedenen Nationalparks, z. B. im Abuko Nature Reserve und im Bijilo Forest Park.